# Homogenitätsgebot
Durch das Homogenitätsgebot wird im Verfassungsrecht von Bundesstaaten sichergestellt, dass Verfassungs- und/oder Wahlrechtsgrundsätze des Bundes auch für die verfassungsmäßige Ordnung der Gliedstaaten gelten. Es begrenzt somit die Eigenständigkeit der Gliedstaaten bei der Gestaltung ihrer inneren Ordnung.

## Deutschland
In Deutschland bestimmt Art. 28 Abs. 1 des Grundgesetzes: Die verfassungsmäßige Ordnung in den Ländern muss den Grundsätzen des republikanischen, demokratischen und sozialen Rechtsstaates im Sinne dieses Grundgesetzes entsprechen. In den Ländern, Kreisen und Gemeinden muss das Volk eine Vertretung haben, die aus allgemeinen, unmittelbaren, freien, gleichen und geheimen Wahlen hervorgegangen ist. […]
In der Praxis besitzen die deutschen Länder, im Einklang mit voranstehendem Gebot, die Staats- bzw. Regierungsform der parlamentarischen Republik, obgleich es im Prinzip auch ein präsidentielles Regierungssystem auf Länderebene zuließe.

## Österreich
Im österreichischen Verfassungsrecht findet sich eine ausdrückliche Formulierung des Homogenitätsgebotes nur für das Wahlrecht zu den Landtagen (Art. 95 Abs. 2 des Bundes-Verfassungsgesetzes) und zu den Gemeinderäten (Art. 117 Abs. 2 B-VG). Demnach darf das Wahlrecht der Länder den Kreis der Wahlberechtigten nicht restriktiver fassen als das Wahlrecht des Bundes, und das Gemeindewahlrecht darf wiederum nicht restriktiver sein als das Wahlrecht zum Landtag des jeweiligen Landes.